# Sep Vanmarcke
Sep Vanmarcke (Kortrijk, 28 de juliol de 1988) és un ciclista belga, professional des del 2009 fins al 2023, quan es veu obligat a parar immediatament la seva activitat degut a problemes cardíacs. En el seu palmarès destaca la victòria a l'Omloop Het Nieuwsblad de 2012 i la Bretagne Classic de 2019.

## Biografia
Sep Vanmarcke començà en el món del ciclisme el 2003, en categoria debutant. Son pare i germà també practicaren aquest esport. El 2007 passà a la categoria sub-23 a l'equip CLC d'Ingelmunster. Aquell any destaca la tercera posició al Tour de Flandes sub-23, la 5a a la Zellik-Galmaarden i la 6a al Circuit de Valònia.
El 2008 fitxà per l'equip continental belga Davitamon-Lotto-Jong Vlaandere, obtenint novament bones classificacions. El 2009 obtingué tres victòries: el Circuit de Hesbaye, la primera etapa del Tour du Haut-Anjou i la segona etapa del Tour del Brabant flamenc.
A finals del 2009 passà al professionalisme de la mà del Topsport Vlaanderen-Mercator. El 2010 acabà segon a la Gant-Wevelgem, la primera cursa del calendari mundial que disputava, en què fou superat a l'esprint per Bernhard Eisel, alhora que superava Philippe Gilbert. Això el convertí en una de les revelacions belgues de l'inici de la temporada, junt a Jens Keukeleire. Passà dos mesos inactiu per culpa d'una lesió al tendó d'Aquil·les, però acabà en un bon estat de forma la temporada, acabant segon al Circuit franco-belga.
Gràcies als bons resultats fitxà per l'equip ProTour Garmin-Cervélo. La seva estrena el 2011 quedà retardada per una recaiguda en la lesió al tendó d'Aquil·les, però posteriorment confirmà les bones perspectives amb bones curses al Gran Premi E3 i la París-Roubaix.
El 2012 aconseguí el que fins al moment és la seva victòria més important, en imposar-se a l'Omloop Het Nieuwsblad per davant de Tom Boonen i Joan Antoni Flecha.

## Palmarès
- 2008
  - Vencedor d'una etapa del Tour del Brabant flamenc
- 2009
  - 1r a la Challenge de Hesbaye
  - 1r a la Trognée-Hannut
  - Vencedor d'una etapa del Tour du Haut-Anjou
  - Vencedor d'una etapa del Tour del Brabant flamenc
- 2010
  - Vencedor de la classificació de la muntanya als Quatre dies de Dunkerque
- 2012
  - 1r a l'Omloop Het Nieuwsblad
- 2013
  - 1r al Gran Premi Impanis-Van Petegem
- 2014
  - Vencedor d'una etapa de la Volta a Noruega
  - Vencedor d'una etapa al Tour d'Alberta
- 2016
  - 1r al Ster ZLM Toer i vencedor d'una etapa
- 2019
  - 1r a la Bretagne Classic
  - Vencedor d'una etapa al Tour de l'Alt Var
- 2022
  - 1r a la Maryland Cycling Classic

### Resultats a la Volta a Espanya
- 2011. 140è de la classificació general

### Resultats al Tour de França
- 2013. 131è de la classificació general
- 2014. 106è de la classificació general
- 2015. 104è de la classificació general
- 2016. 104è de la classificació general
- 2018. 115è de la classificació general